# Gustaf Rudebeck (landshövding)
Gustaf Mauritz Ulrik Rudebeck, född 1 april 1842 i Svea artilleriregementes församling, Stockholm, död 21 maj 1913 i Hedvig Eleonora församling, Stockholms stad, var en svensk politiker. Han var landshövding i Västernorrlands län 1901–1909.
Rudebeck var från 1881 häradshövding i Fryksdals domsaga i Värmland, en befattning han lämnade 1901 då han utsågs till landshövding i Västernorrlands län. Som riksdagsman var han flera år ledamot i första kammaren, där han bland annat var medlem av konstitutionsutskottet.
Gustaf Rudebeck var svärfar till Wilhelm Anrep. Han ligger begraven på Uppsala gamla kyrkogård.